# Движение за права и свободы
Движение за права и свободы (болг. Движение за права и свободи, тур. Hak ve Özgürlükler Hareketi) — политическая партия в Болгарии (сокращённо ДПС (болг. ДПС)). Основателем партии и её почётным лидером является доктор Ахмед Доган. Но после покушения в 2013 году он ушёл с председательского поста. В 2013 году лидером партии стал Лютви Местан. Но после своей речи в декабре 2015 года, Лютви Местан был исключён из состава ДПС. Его место занял Мустафа Карадайы. Входит в европартию Альянс либералов и демократов за Европу.
Партия представляет интересы прежде всего турецкого этнического меньшинства.
На выборах в Европарламент 2007 года получила 392 650 (или 20,26 %) и завоевала 4 депутатских места, минимально отстав от партии ГЕРБ и коалиции из Болгарской социалистической партии и Движения социального гуманизма. Депутатами стали Филиз Хюсменова, Мариелка Баева, Метин Казак, Владко Панайтов.
В 2012 году ключевые фигуры ДПС Касим Дал (бывший заместитель Ахмеда Догана) и Корман Исмаилов (бывший лидер молодёжного крыла партии) вышли из партии и объявили, что будут строить новую партию. Комментаторы предполагают, что новая партия будет рассчитывать на голоса мусульманского населения и проживающих в Турции граждан Болгарии.

## Количество депутатов в Народном собрании Болгарии
- 36-й созыв (1991—1994) — 24 депутата (10,00 % мест)
- 37-й созыв (1994—1997) — 15 депутата (6,25 % мест)
- 38-й созыв (1997—2001) — 19 депутатов (7,92 % мест)
- 39-й созыв (2001—2005) — 21 депутат (8,75 % мест)
- 40-й созыв (2005—2009) — 34 депутата (14,17 % мест)
- 41-й созыв (2009—2013) — 38 депутатов (15,83 % мест)
- 42-й созыв (2013—2014) — 36 депутатов (15 % мест)
- 43-й созыв (2014—2017) — 38 депутатов (14,8 % мест)
- 44-й созыв (с 2017) — 26 депутатов (10,8 % мест)